# Kibera Soccer Women's Football Club
La section féminine du Kibera Soccer FC est un club féminin de football kényan basé dans le bidonville de Kibera. 

## Histoire
Kibera Soccer obtient la promotion en première division en 2018. Après la saison 2020-2021, le club est relégué en deuxième division.
En 2023, alors que Kibera évolue en deuxième division, le club atteint les demi-finales de coupe du Kenya, avant de s'incliner face à Nakuru (3-0). Kibera termine cependant en tête de son groupe en championnat et est promu en première division. Le club retrouve l'élite après trois ans d'absence. Lors de la saison 2023-2024, Kibera finit quatrième du championnat. En coupe, le club atteint la finale, mais s'incline face aux doubles tenantes du titre, les Ulinzi Starlets (2-1).
En 2025, Kibera décroche son premier trophée en remportant la coupe du Kenya (victoire 1-0 en finale face aux Vihiga Queens).

## Palmarès
Coupe du Kenya (1) :
- Vainqueur en 2025